# Johann Albert Stork
Johann Albert Stork (* 27. September 1860 in Schallstadt; † 19. Februar 1929 ebenda) war ein deutscher Landwirt, Bürgermeister von Schallstadt und Mitglied der Badischen Ständeversammlung.

## Leben
Nach dem Besuch der Volksschule in Schallstadt und der höheren Bürgerschule in Freiburg, machte Stork von 1875 bis 1879 eine Lehre als Kaufmann und war anschließend in Vevey berufstätig. Von 1979 bis 1881 nahm er im Militärdienst des badischen Infanterieregiments 113 in Freiburg teil. Währenddessen kaufte Stork sich ein eigenes landwirtschaftliches Anwesen in Schallstadt, auf dem er sich insbesondere dem Weinbau widmete. Neben seinen landwirtschaftlichen ging er auch seinen politischen Interessen nach. So war Stork von 1913 bis 1923 Bürgermeister in seiner Heimatgemeinde und von 1913 bis 1918 Abgeordneter der Zweiten Kammer der Badischen Ständeversammlung. Er vertrat die Nationalliberale Partei. Von 1919 bis 1921 engagierte sich Stork außerdem als Mitglied im badischen Landtag als Vertreter der Deutschen Demokratischen Partei. 1918 wurde er Träger der badischen Verfassungsmedaille.
Er war der väterliche Großvater von Friedrich Konrad Stork.